# Eine Untersuchung über den menschlichen Verstand
Eine Untersuchung über den menschlichen Verstand ist der im deutschsprachigen Raum geläufige Titel einer Schrift des schottischen Philosophen und Historikers David Hume, die 1748 unter dem Titel An Enquiry Concerning Human Understanding in London erschien. Das Buch zählt zu den Haupttexten der neuzeitlichen Erkenntnistheorie und versammelt philosophische Positionen, die einer sensualistischen Variante des Empirismus entsprechen. Das Werk, das zu den wichtigsten Werken Humes zählt, besteht aus kurzen Abhandlungen vor allem zu Themen der Erkenntnistheorie, Metaphysik und Religionsphilosophie. 

## Inhalt

### Allgemeine Darstellung
Das Buch besteht aus zwölf Essays, die die Themen aus dem Erstlingswerk Humes, A Treatise of Human Nature (Ein Traktat über die menschliche Natur), wieder aufnehmen. Nachdem die umfangreiche 1739/40 erschienene Schrift wenig Erfolg hatte, vereinfachte Hume für die Enquiry die Form und setzte etwas andere Schwerpunkte. In einer der gängigsten deutschsprachigen Ausgaben werden die zwölf Abschnitte wie folgt überschrieben:
1. Über die verschiedenen Arten der Philosophie
2. Über den Ursprung der Vorstellungen
3. Über die Assoziation der Vorstellungen
4. Skeptische Zweifel in betreff der Verstandestätigkeiten
5. Skeptische Lösung dieser Zweifel
6. Über die Wahrscheinlichkeit
7. Von der Vorstellung der notwendigen Verknüpfung
8. Über Freiheit und Notwendigkeit
9. Über die Vernunft der Tiere
10. Über Wunder
11. Über eine besondere Vorsehung und ein zukünftiges Dasein
12. Über die akademische oder skeptische Philosophie[2]

### Erkenntnistheorie
Mit dem Ziel einer kritischen Metaphysik (1. Essay) formuliert Hume die Grundannahmen seiner Philosophie des Bewusstseins und der Erkenntnis, nach denen nur „Eindrücke“ (impressions) die Ursache für „Vorstellungen“ (ideas) sein können und einfache Vorstellungen vom menschlichen Geist zu komplexen Vorstellungen zusammengesetzt werden (2. Essay). Diese Assoziation verläuft gemäß dem dritten Essay anhand von Ähnlichkeit, raum-zeitlicher Nachbarschaft und Kausalität („Ähnlichkeit, Berührung und Verursachung“.) Dies illustriert Hume in den bis 1768 erschienenen Ausgaben mit einem umfangreichen, später weggelassenen Abschnitt, der sich mit Verknüpfungen von Vorstellungen in der Literatur, besonders in Geschichtsschreibung, Epik und Dramatik, befasst. Dabei sei sowohl in der Geschichtsschreibung als auch in der epischen Dichtung die Beziehung von Ursache und Wirkung beherrschend.
Nur die Beziehungen zwischen Vorstellungen können allerdings gewiss sein, während die Beziehungen zwischen Tatsachen, die ja stets nur über Eindrücke vermittelt erfahrbar sind, nie mit Notwendigkeit wahr sind. Daraus folgt, dass nach Humes Verständnis Kausalität stets nur mit einer gewissen Wahrscheinlichkeit zwischen Ursache und Wirkung festgestellt werden kann, nie mit absoluter Sicherheit. „Ein Ereignis folgt dem anderen; aber nie können wir irgendein Band zwischen ihnen beobachten.“ Wir nehmen nicht nach einiger Erfahrung, sondern aus Gewohnheit das als Ursache eines anderen Dinges an, was wir mehrmals diesem vorausgehend beobachtet haben. Die Absage an völlige Sicherheit zugunsten von bloßer Wahrscheinlichkeit erstreckt Hume auf alle Aussagen, auch auf reine Vernunfturteile.
Dieser Schritt führt Hume zur Beschäftigung mit dem Skeptizismus (4.–7. Essay, 12. Essay), dessen radikalste Form er als Pyrrhonismus ablehnt: Zwar könne die radikale Skepsis etwa eines Pyrrhon von Elis (ca. 360–270 v. Chr.) nicht erkenntnistheoretisch widerlegt werden, sie sei aber in der Praxis nutzlos und könne daher auch nicht überzeugen. Hume vertritt stattdessen eine gemäßigte Form (→Skeptizismus#David Hume), die er „akademische Skepsis“ nennt, da sie erstmals von Mitgliedern der Akademie Platons in Athen vertreten wurde, nämlich von Arkesilaos (ca. 315–240 v. Chr.) und Karneades von Kyrene (ca. 215–130 v. Chr.), danach auch von Cicero (106–43 v. Chr.).

### Freiheit und Determinismus
Humes Überlegungen zu Freiheit und Determinismus im achten Essay stellen die Weichen für die Analytische Philosophie im 20. Jahrhundert, indem sie den diesbezüglichen Streit der Philosophen auf einen Streit um Worte reduziert und zwei Perspektiven unterscheidet: Während der Historiker eine Handlung kausal erklären könne (natürlich nur mit einer gewissen Wahrscheinlichkeit), könne der Handelnde selbst seine Entscheidung als frei und undeterminiert wahrnehmen.

### Vernunftfähigkeit von Tieren
Auch Tiere lernen nach Hume durch Beobachtung und Erfahrung, durch Gewohnheit und letztlich Glauben. Dabei sei das, was als den Tieren eigentümlich angesehen wird, ihr Instinkt, gar nicht so außerordentlich im Vergleich zum Menschen: Hume hält „selbst unsere Vernunfttätigkeit auf Grund von Erfahrung, die wir mit den Tieren gemein haben und von der die ganze Lebensführung abhängt, [für] nichts als eine Art von Instinkt oder mechanischer Kraft […]. Die Instinkte mögen verschieden sein, aber es ist doch ein Instinkt,“ der Menschen und Tieren bei der praktischen Lebensführung nützlich ist (9. Essay).

### Religionskritik
Berühmt ist Humes Kritik am Wunderglauben (10. Essay), die er darauf aufbaut, dass er Wunder als Verletzung von Naturgesetzen definiert, was unmöglich sei. Anschließend kritisiert er die Glaubwürdigkeit historischer Wunder-Zeugnisse und legt damit Ansätze zur Quellenkritik der modernen Geschichtswissenschaft vor.
Sein elfter Essay in diesem Band deutet bereits auf die in den 1750er Jahren entstandenen, aber erst posthum veröffentlichten Dialogues Concerning Natural Religion (Dialoge über natürliche Religion) hin: Gottesbeweise und Theodizee führen für Hume in Aporien, die positive soziale Wirkung der Religion könne man zu ihrer Begründung akzeptieren, solange nicht Aberglauben und Fanatismus diese Nützlichkeit zunichtemachen.
Hume schließt mit der Forderung, die bisherigen Wissensbestände auf der Grundlage seiner skeptischen Prinzipien neu zu bewerten, indem man zwei Fragen an jeden Band – besonders der theologischen und metaphysischen Literatur – stelle:

„Enthält er irgend einen abstrakten Gedankengang über Größe oder Zahl? Nein. Enthält er irgend einen auf Erfahrung gestützten Gedankengang über Tatsachen und Dasein? Nein. Nun, so werft ihn ins Feuer, denn er kann nichts als Blendwerk und Täuschung enthalten.“

## Rezeption
Bei der Erstveröffentlichung in London 1748 lautete der Originaltitel des Buchs noch Philosophical Essays Concerning Human Understanding. Dementsprechend war die erste deutsche Übersetzung, erschienen 1755 in Hamburg und Leipzig, mit dem Titel Philosophische Versuche über die Menschliche Erkenntniß versehen. Ein weiterer Titel einer deutschen Übersetzung lautete Untersuchung in Betreff des menschlichen Verstandes, zum Beispiel 1869, übersetzt von Julius von Kirchmann.
Während Hume für seine Schrift von Seiten der Schulmetaphysik scharf angegriffen wurde, regte er wichtige Veränderungen in der nachfolgenden Philosophie an. Der Herausgeber der deutschsprachigen Erstausgabe, Johann Georg Sulzer, selbst Anhänger Christian Wolffs und keineswegs ein Skeptiker wie Hume, bezeichnete diesen als „Wohlthäter der Philosophie“, nach dessen Kritik das Feld der Metaphysik neu bestellt werden könne. Immanuel Kant ging noch einen Schritt weiter, indem er aus Humes Skeptizismus die Verpflichtung zur kritischen Prüfung der Erkenntnismöglichkeiten ableitete, die ihn zu seiner kritischen Philosophie führte.